# Journal de Mathématiques Pures et Appliquées

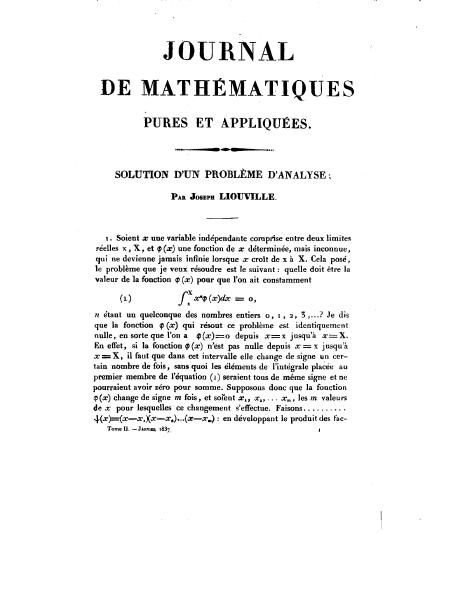
Journal de mathématiques pures et appliquées

O Journal de mathématiques pures et appliquées (JMPA) é uma publicação científica francesa, fundado em 1836 pelo matemático Joseph Liouville, sendo por isto também conhecido como Journal de Liouville. Atualmente é uma das mais prestigiosas publicações matemáticas. O atual responsável do comitê editorial é o matemático Pierre-Louis Lions, medalha Fields.